# Мухаррам-эль-Фаукани (район)
Мухаррам-эль-Фаукани (араб.  منطقة المخرم ‎) — район (минтака) в составе мухафазы Хомс, Сирия.
Административный центр — город Мухаррам-эль-Фаукани. Население (по данным переписи 2004 года) — 52 068 человек.

## География
Район расположен в северной части мухафазы. На востоке граничит с районом Пальмира, на юге и западе — с районом Хомс, на севере — с территорией мухафазы Хама.

## Административное деление
Административно район Мухаррам-эль-Фаукани разделён на две нахии:
| Нахия                | Административный центр | Население (2004 г.), чел. | Карта |
| -------------------- | ---------------------- | ------------------------- | ----- |
| Мухаррам-эль-Фаукани | Мухаррам-эль-Фаукани   | 32 447                    |       |
| Джубб-эль-Джаррах    | Джубб-эль-Джаррах      | 19 621                    |       |